# Timica
Timica de Esparta (século IV a.C.) foi um dos membros da escola pitagórica, que foram atacados pelos soldados de Siracusa no caminho para Metaponto porque tinham rejeitado a amizade do tirano Dionísio I de Siracusa. Embora tenham tido a opção de fugir por uma plantação de grãos, não o fizeram, visto que isso era uma tabu para eles. Ao invés disso lutaram e morreram, com exceção de Timica, que estava grávida, e do marido, que foram capturados. Dionísio I de Siracusa indagou o porquê deste tabu, mas ela se recusou a responder. Ao invés, ela mordeu a língua e cuspiu no pé de Dionísio num gesto de desafio.